# Réacteur expérimental à sels fondus

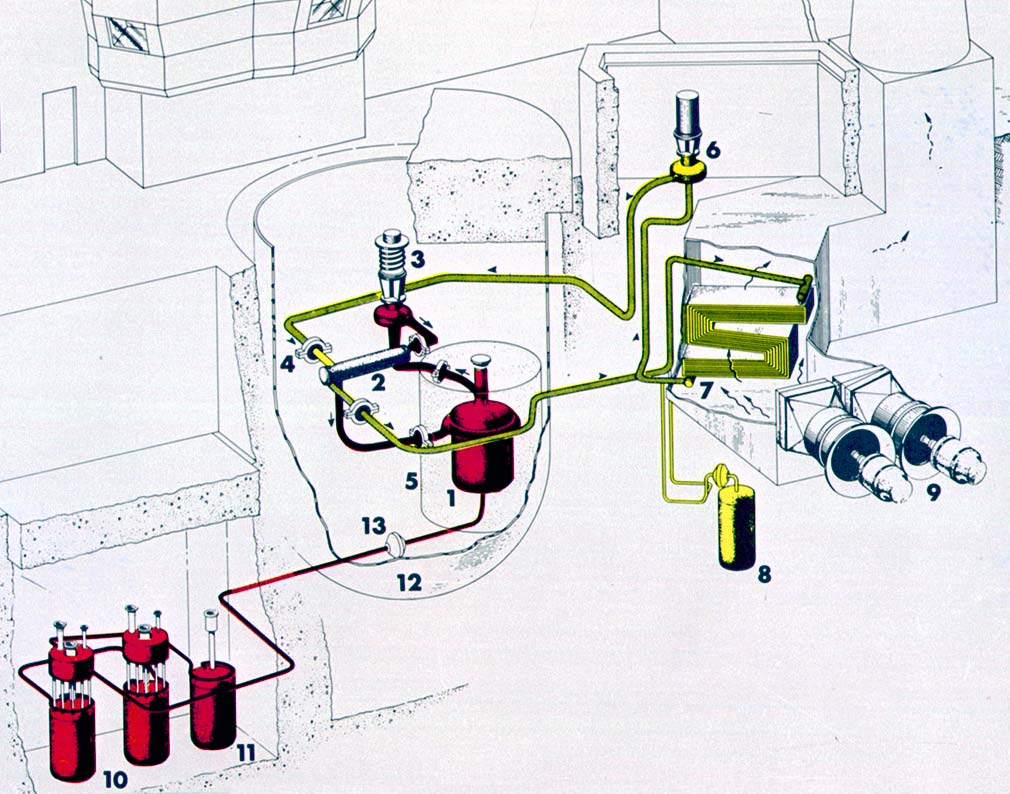
Schéma du MSRE : (1) cuve du réacteur, (2) échangeur de chaleur, (3) pompe primaire, (4) bride gelée, (5) bouclier thermique, (6) pompe secondaire, (7) radiateur, (8) réservoir de vidange du circuit secondaire, (9) ventilateurs (10) réservoirs de vidange du circuit primaire, (11) réservoir de rinçage, (12) enceinte, (13) bouchon de sel. On notera également la salle contrôle en haut à gauche, ainsi que la cheminée en haut à droite.

Le Réacteur expérimental à sels fondus (en anglais : Molten-salt Reactor Experiment, MSRE) était un réacteur nucléaire expérimental à sels fondus d'une puissance de 7,4 MW construit au laboratoire national d'Oak Ridge (ORNL), aux États-Unis, en 1964. Il a divergé en 1965 et a été exploité jusqu'en 1969.
Succédant à l'Aircraft Reactor Experiment (ARE), le MSRE visait à démontrer la faisabilité du concept de réacteur de puissance à sels fondus. Trois types de matière fissile ont été testées : l'uranium 235, l'uranium 233 et enfin du plutonium 239. Il était initialement prévu de faire fonctionner le MSRE avec un mélange de thorium 232 et d'uranium 233, mais ce programme d'essais a été annulé.
Le MSRE n'est pas un réacteur à vocation électrogène. La chaleur produite dans le cœur est transférée dans un circuit secondaire dont le fluide caloporteur est également un sel fondu (sans combustible), puis libérée dans l'atmosphère via un système de refroidissement composé d'un radiateur et de ventilateurs.
Le MSRE a été exploité pendant 1,5 année équivalent pleine puissance.

## Description du réacteur

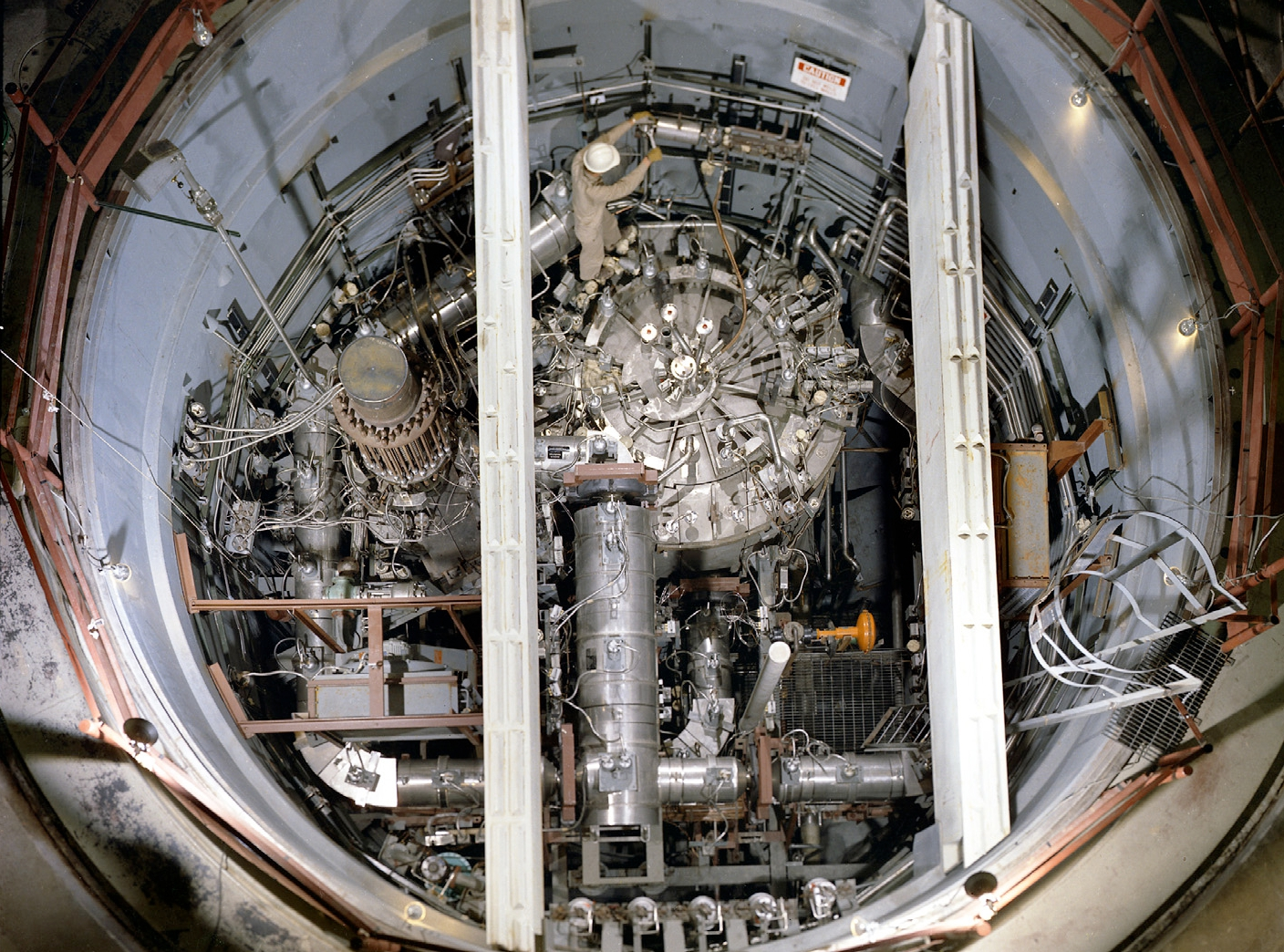
Photo du MSRE

Le MSRE est un réacteur à sels fondus, son combustible est donc liquide et circule dans le circuit primaire grâce à une pompe. Le sel combustible pénètre la cuve primaire par le haut et s'écoule vers le bas dans un espace annulaire le long des parois, les maintenant ainsi à la température froide, puis entre dans le cœur par le bas et s'échauffe en le traversant. Le sel combustible passe ensuite dans un échangeur de chaleur, où il transfère sa chaleur au circuit secondaire, également en sels fondus. Le sel secondaire, mû par une seconde pompe, va dissiper la chaleur transférée depuis le circuit primaire vers l'atmosphère via un échangeur de chaleur.

### Sels combustible et caloporteur

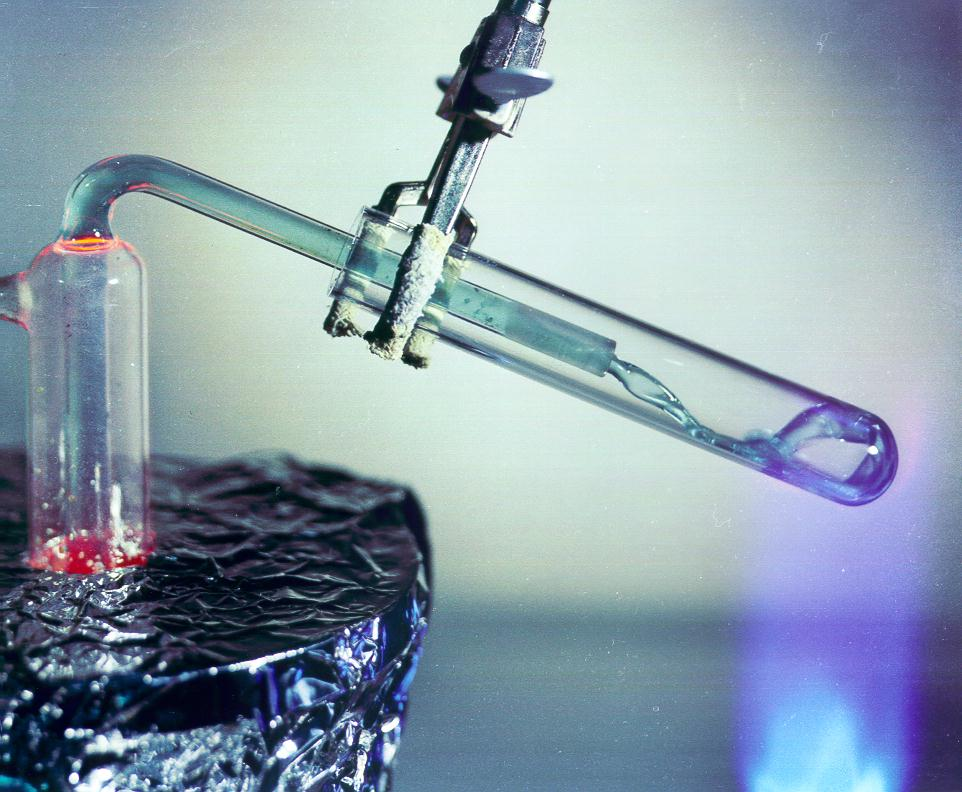
FLiBe sous forme liquide

Le sel utilisé FLiBe est un mélange de fluorure de lithium-7 (7LiF) et de fluorure de béryllium (BeF2). Il sert de fluide caloporteur dans le circuit secondaire, et de solvant au combustible, sous forme de tétrafluorure d'uranium (UF4), dans le circuit primaire.
Le sel combustible comporte également du tétrafluorure de zirconium (ZrF4) afin de prévenir la précipitation d'oxydes d'uranium dans le circuit primaire.

Le fluorure de lithium a été choisi pour ses propriétés thermo-hydrauliques et son excellent comportement sous irradiation, et le fluorure de béryllium afin d'abaisser le point de fusion du sel. En résumé, le sel combustible se présente sous la forme suivante : 7LiF-BeF2-ZrF4-UF4 (65-29.1-5-0.9 mole %), et le sel secondaire : LiF-BeF2 (66-34 mole %).

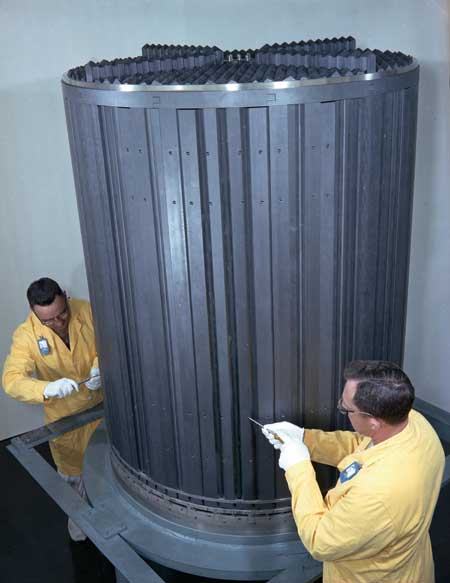
Canaux de graphite du cœur du MSRE

### Matériaux de structure
Tous les éléments en contact avec le sel, hormis le graphite, sont en Hastelloy-N, précédemment appelé INOR-8. Il s'agit d'un alliage à haute teneur en nickel et molybdène mis au point à l'ORNL et spécialement conçu pour résister à la corrosion des sels fluorure.

### Modérateur
Le MSRE est un réacteur à neutrons thermiques, modérés au graphite. Le rôle du graphite est de modérer les neutrons afin d'augmenter les sections efficaces de fission des noyaux fissiles, et ainsi en réduire l'inventaire.
Le cœur est constitué de 513 barres de graphite haute densité et de section carrée, dont les bords sont évidés afin de former un demi-canal de forme rectangulaire à bords arrondis dans lesquels circule le combustible liquide. Le volume de graphite dans le cœur représente 77,5 % du volume total.
Les sels fluorure ne mouillant pas le graphite, il a été utilisé sans gainage. La contamination du graphite par le sel combustible a donc été limitée.

### Pompe primaire
La pompe primaire fait circuler le sel combustible dans le circuit primaire à un débit nominal de 76 l/s. Le corps de pompe abrite un vase d'expansion permettant la mesure du niveau libre de sel, l'extraction des produits de fission gazeux par circulation l'hélium, et l'injection d'uranium.